# Pico do Areeiro (Ilha Terceira)
O Pico do Areeiro (Ilha Terceira) é uma elevação portuguesa localizada no interior da ilha açoriana da Terceira, arquipélago dos Açores.
Este acidente montanhoso encontra-se geograficamente localizado na parte noroeste da ilha Terceira, eleva-se a 533 acima do nível do mar e encontra-se intimamente relacionado com maciço montanhoso da o Pico Alto, e com a Caldeira Guilherme Moniz visto que se encontra na zona de intercessão e de confluência da mesmas. Junto a este pico existe a Lagoa do Pico do Areeiro.
Esta formação geológica localizada no Centro da ilha Terceira proveio de escorrimento de lavas e bagacinas para o interior da ilha, não tendo alcançado o mar.
Este conjunto montanhoso faz parte das montanhas formadoras de parte importante do interior da ilha eleva-se em diferentes cotas de altitude, tendo como pontos mais elevados nas suas imediações o Pico da Terra Brava a 718 metros acima do nível do mar e o Algar do Carvão a 691 metros.